# امیلیانوو (شهرستان سوکوووف)
امیلیانوو (شهرستان سوکوووف) (به لهستانی:  Emilianów) یک روستا در لهستان است که در گمینا سوکوووف پودلاسکی واقع شده‌است.